# Seven Stones (Scilly)
The Seven Stones reef je skupina útesů v Atlantském oceánu v Keltském moři mezi britským poloostrovem Cornwall a souostrovím Scilly. Prostírá se asi 10 km severovýchodně od scillského ostrova St Martin's a 25 km západně od mysu Land's End. Jde o navigačně velmi nebezpečnou mělčinu, kde během známé historie ztroskotaly stovky lodí, z toho 71 dobře zdokumentovaných. Největší zde proběhlou katastrofou byla roku 1967 havárie tankeru Torrey Canyon. Od roku 1841 je při útesech zakotvena majáková loď.
Oblast Seven Stones má odraz ve staroanglické báji o Lyonesse. Je možné, že do raného středověku zde existoval stálý ostrov, zaplavený po zvýšení hladiny oceánu.